# Asianellus potanini
Asianellus potanini är en spindelart som först beskrevs av Schenkel 1963.  Asianellus potanini ingår i släktet Asianellus och familjen hoppspindlar. Inga underarter finns listade.